# Dana Wynter
Dana Wynter (Berlim, 8 de junho de 1931 - Ojai, 5 de maio de 2011) foi uma atriz inglesa. Ela era mais conhecida por seu papel ao lado de Kevin McCarthy em Vampiros de Almas (1956).

## Biografia
Wynter nasceu Dagmar Winter na Alemanha em 8 de junho de 1931. Ela cresceu na Inglaterra e estudou medicina na Universidade de Rhodes, na África do Sul, antes de se tornar atriz. Ela estrelou com Robert Lansing a série de TV The Man Who Never Was na rede ABC e também apareceu em Caravana, uma série americana de faroeste que foi ao ar na NBC, Cannon na CBS, The Rockford Files entre outras. Seu casamento com o advogado Greg Bautzer terminou em divórcio em 1981.

## Filmografia
| Ano       | Título                                 | Personagem                         |
| --------- | -------------------------------------- | ---------------------------------- |
| 1951      | Night Without Stars                    | Casino Patron                      |
| 1951      | White Corridors                        | Marjorie Brewster                  |
| 1951      | Lady Godiva Rides Again                | Myrtle Shaw                        |
| 1952      | The Woman's Angle                      | Elaine                             |
| 1952      | The Crimson Pirate                     | Baron Gruda's travelling companion |
| 1952      | It Started in Paradise                 | Barbara, the model                 |
| 1953      | Knights of the Round Table             | Morgan Le Fay's Servant            |
| 1955      | The 20th Century-Fox Hour              | Laura Hunt                         |
| 1955      | The View from Pompey's Head            | Dinah Blackford Higgins            |
| 1956      | Invasion of the Body Snatchers         | Becky Driscoll                     |
| 1956      | Colonel March of Scotland Yard         | Francine Rapport                   |
| 1956      | D-Day the Sixth of June                | Valerie Russell                    |
| 1957      | Something of Value                     | Peter's Betrothed – Holly          |
| 1958      | Fräulein                               | Erika Angermann                    |
| 1958      | In Love and War                        | Sue Trumbell                       |
| 1959      | Shake Hands with the Devil             | Jennifer Curtis                    |
| 1960      | Sink the Bismarck!                     | Second Officer Anne Davis          |
| 1961      | On the Double                          | Lady Margaret MacKenzie-Smith      |
| 1961      | Wagon Train                            | Lizabeth Ann Calhoun               |
| 1962      | The Dick Powell Show                   | Barbara Bellamore                  |
| 1962      | Wagon Train                            | Lisa Raincloud/Writer              |
| 1963      | The Virginian                          | Leona Kelland                      |
| 1964      | Wagon Train                            | Barbara Lindquist                  |
| 1964      | The List of Adrian Messenger           | Lady Jocelyn Bruttenholm           |
| 1964      | Twelve O'Clock High                    | Ann Mcrae                          |
| 1965      | Twelve O'Clock High                    | Lady Catherine Hammet              |
| 1965      | The Alfred Hitchcock Hour              | Stella                             |
| 1965      | The Wild Wild West                     | Lady Beatrice Marquand-Gaynesford  |
| 1966      | My Three Sons                          | Maggie                             |
| 1966-1967 | The Man Who Never Was                  | Eva Wainwright                     |
| 1967      | Dundee and the Culhane                 | Martha                             |
| 1967      | Gunsmoke                               | Isabel Townsend                    |
| 1968      | The Invaders                           | Dr. Katherina Serret               |
| 1968      | If He Hollers, Let Him Go!             | Ellen Whitlock                     |
| 1968      | Companions in Nightmare                | Julie Klanton                      |
| 1969      | Get Smart                              | Ann Cameron                        |
| 1969      | It Takes a Thief                       | The Contessa del Mundo             |
| 1970      | Airport                                | Cindy Bakersfeld                   |
| 1970      | Triangle                               | Olive Millikan                     |
| 1971      | Marcus Welby, M.D.                     | Julie Croft                        |
| 1972      | Hawaii Five-O                          | Claudine                           |
| 1973      | Santee                                 | Valerie                            |
| 1973      | Cannon                                 | Dr. Deedra Pace                    |
| 1974      | McMillan and Wife                      | Elena                              |
| 1974      | Cannon                                 | Jackie Akers                       |
| 1975      | Le Sauvage                             | Jessie Coutances                   |
| 1975      | The Lives of Jenny Dolan               | Andrea Hardesty                    |
| 1975      | Cannon                                 | Mrs Hobart                         |
| 1978-1982 | Bracken                                | Jill Daly                          |
| 1979      | Backstairs at the White House          | Mrs. Colgate                       |
| 1979      | Fantasy Island                         | Mrs. Norma Rawlings                |
| 1979      | The Love Boat                          | Lillian Smith                      |
| 1979      | The Rockford Files                     | Princess Irene Rachevsky           |
| 1981      | The Love Boat                          | Margo Beacham                      |
| 1981      | Hart to Hart                           | Silvia Van Upton                   |
| 1981      | Magnum, PI                             | Olivia Ross                        |
| 1982      | The Royal Romance of Charles and Diana | Rainha Elizabeth II                |
| 1982      | Magnum, PI                             | Velma Troubshaw                    |
| 1993      | The Return of Ironside                 | Katherine Ironside                 |